# Yenga (Sierra Leone)
Ne doit pas être confondu avec Yannick Yenga.
Yenga est un village de la chefferie de Kissi Teng, située dans le district de Kailahun, dans la province orientale de la Sierra Leone. Le village se trouve à la frontière entre la Sierra Leone et la Guinée.
Yenga est située sur une colline au-dessus du côté sud du confluent de la rivière Mafissia et de la rivière Makona, où cette rivière forme la frontière entre les deux pays. La région est habitée par le peuple Kissi. En juillet 2012, la Sierra Leone et la Guinée déclarèrent la démilitarisation de la région de Yenga,. La grande majorité des habitants de Yenga font partie de l'ethnie Kissi.

## Histoire
Jusqu'à la fin des années 1990, Yenga était un petit village de pêcheurs. Cependant, après son occupation par le Front révolutionnaire uni (RUF), des diamants alluvionnaires furent découverts dans la rivière Makona. L'exploitation minière et l'agriculture remplacèrent alors la pêche comme principale activité économique.
En 2001, pendant Guerre civile sierraléonaise, la Guinée envoya des troupes à Yenga pour aider l'armée de la Sierra Leone à réprimer les rebelles du RUF, mais les soldats guinéens demeurèrent à Yenga même après l'écrasement des rebelles. En 2002, la Sierra Leone et la Guinée signèrent finalement un accord selon lequel Yenga serait retourné à la Sierra Leone dès que la frontière guinéenne pourrait être sécurisée. Les tensions restaient cependant vives entre les deux États quant à l'appartenance nationale de Yenga. Le différend ne fut finalement officiellement « résolu » qu'en 2019, lorsque le président sierraléonais Ahmad Tejan Kabbah annonça que « Conakry a[vait] maintenant affirmé que Yenga fait partie de la Sierra Leone ». Cependant, début 2021, le président sierraléonais Julius Maada Bio déclara au 58e sommet de la CEDEAO que « la question rest[ait] non résolue et [que ses] homologues guinéens continu[aient] d'empiéter sur les frontières terrestres et maritimes de la Sierra Leone ».